# Christopher Dilo
Christopher Dilo (ur. 5 stycznia 1994 w Argenteuil) – gwadelupski piłkarz francuskiego pochodzenia grający na pozycji bramkarza. W czerwcu 2021 roku podpisał kontrakt z klubem SC Toulon.
Jako junior do wieku 15 lat grał w młodzieżowych drużynach PSG. Następnie wyjechał do Anglii, spędzając 4 sezony w Blackburn Rovers.